# Jean-Paul Picaper

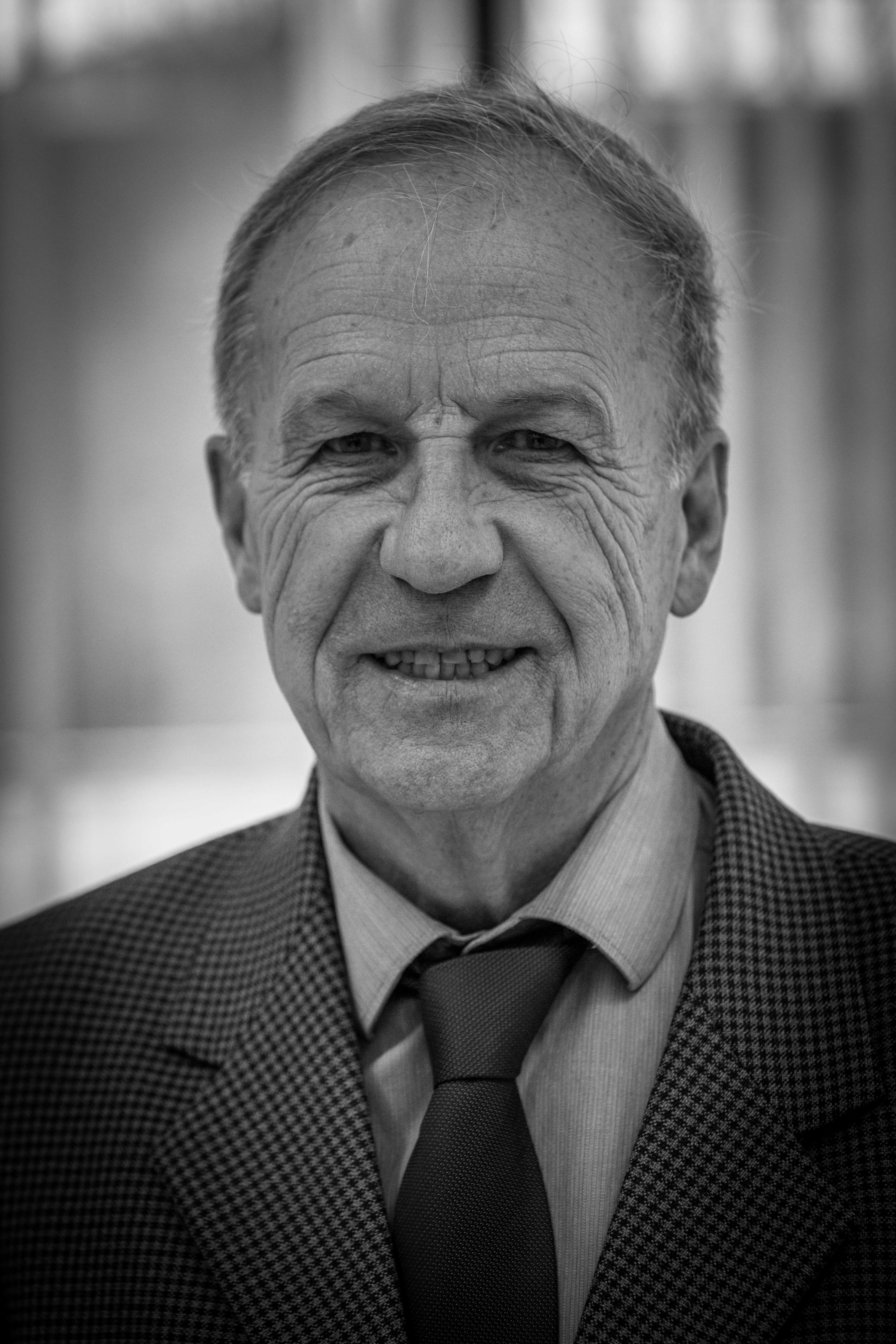
Jean-Paul Picaper (2014)

Jean-Paul Picaper (* 1938 in Pau, Frankreich) ist ein französischer Politologe, Buchautor und Journalist.

## Leben
Picaper entstammt einer Bauern- und Handwerkerfamilie aus den französischen Pyrenäen. Er studierte Germanistik, Skandinavistik und Politikwissenschaft in Bordeaux, im damaligen West-Berlin und in Paris. Danach leistete er Wehrdienst bei einer französischen Einheit in Berlin. Er promovierte in Straßburg und habilitierte sich in Berlin, wo er 1973 an der Freien Universität eine Assistenzprofessur für Politikwissenschaft übernahm. 
Von 1976 bis 1977 war er Chefredakteur der deutsch-französischen Zeitschrift Documents in Straßburg. Zwischen 1977 und 2003 war er Deutschland-Korrespondent der Pariser Tageszeitung Le Figaro, zunächst in Bonn, ab 1999 in Berlin. Seitdem ist er Berlin-Korrespondent der französischen Zeitschriften Valeurs Actuelles und Politique Internationale. Von 2005 bis 2012 schrieb er regelmäßig für die Preußische Allgemeine Zeitung, meist über aktuelle Themen mit Bezug zu Frankreich. Er beteiligte sich rege an der Kontroverse über die politische Zuordnung der Preußischen Allgemeinen.
Picaper ist Autor einer Reihe von Büchern, insbesondere über deutsch-französische Geschichte und Politik, die auf Deutsch und Französisch publiziert wurden. Er schrieb unter anderem über Helmut Kohl, Angela Merkel und Nicolas Sarkozy und befasste sich mit dem Schicksal von Besatzungskindern („Enfants maudits“), die französische Frauen während des Zweiten Weltkrieges und danach von deutschen Soldaten bekamen. Sein Buch über das Unternehmen Walküre erschien mit einem Vorwort des damaligen Bundespräsidenten Horst Köhler.

## Schriften
- Kommunikation und Propaganda in der DDR, Bonn aktuell, 1976, ISBN 978-3879590605.
- Vers le IV. Reich : la contestation révolutionnaire en Allemagne fédérale: du gauchisme aux „cellules rouges“ et au „mouvement vert“, La Table Ronde, 1983, ISBN 2-7103-0139-3.
- DDR –– Bild im Wandel (mit Günther Buch, Wilfrid Dissmann und Dietmar Schulz), Copress, 1985, ISBN 978-3767805552.
- Ist die deutsche Frage aktuell?, Copress, 1988, ISBN 978-3767806627.
- Streit ums Atom: Deutsche, Franzosen und die Zukunft der Kernenergie (mit Joachim Grawe), Piper, 2000, ISBN 978-3492042130.
- Die Verleumdungs AG – Wie Parteien mit Spendenskandalen Politik machen, be.bra-Verlag, 2002, ISBN 978-3-86124-560-5.
- Die Kinder der Schande: Das tragische Schicksal deutscher Besatzungskinder in Frankreich (mit Ludwig Norz), Piper, 2005, ISBN 978-3492046978.
- Angela Merkel. Une chanceliere a Berlin. La premiere femme a gouverner l'Allemagne, Gawsewitch, 2005, ISBN 978-2350130460.
- Nicolas Sarkozy und die Beschleunigung der Politik, Gollenstein, 2008, ISBN 978-3938823361.
- Berlin-Stasi, Editions des Syrtes, 2009, ISBN 978-2845451506.
- Opération Walkyrie : Stauffenberg et la véritable histoire de l'attentat contre Hitler, L'Archipel, 2009, ISBN 978-2809800548.
- Angela Merkel, La femme la plus puissante du monde, Gawsewitch, 2010, ISBN 978-2350132341.

## Auszeichnungen
- Deutsch-Französischer Journalistenpreis (1983)
- Europäischer Verdienstorden (1990)
- Verdienstorden der Französischen Republik (1998)
- Bundesverdienstkreuz der Bundesrepublik Deutschland (1999)